# Liste des orgues de Rhône-Alpes classés dans la base Palissy des monuments historiques

## Méthodologie
Cette liste prend en compte les orgues de Rhône-Alpes classés uniquement, au titre objet ou immeuble, que ce soit pour leur buffet ou leur partie instrumentale et répertoriés dans la base Palissy des Monuments historiques de France. La section Reprises recense les modifications les plus importantes. Dans certains cas le classement du buffet intègre également la tribune. À défaut de précision, le classement est réputé acquis au titre objet (cas le plus fréquent) mais les initiales I.D. signifient au titre Immeuble par Destination et I. au titre Immeuble.

## Liste

### Ain-Isère-Savoie-Haute-Savoie
| Localisation                                   | Construction | Reprises                                          | Buffet                                                           | Instrument           | Illustration |
| ---------------------------------------------- | --- | ------------------------------------------------- | ---------------------------------------------------------------- | -------------------- | ------------ |
| Annecy, basilique St-Joseph-des-Fins           | Stiehr-Mockers1874cathédrale de Constantine, reconstruit Philippe Hartmann 1965 avec éléments de l'orgue de la cathédrale d'Alger                              |                                                   |                                                                  | Notice no PM74000046 |              |
| Annecy, cathédrale St-Pierre                   | Antoine-Nicolas Lété, 1843, soufflerie, Récit refaits par Beaucourt & Vœgeli 1850, restauré J.Merklin 1887                                                     | Restauré Michel Giroud 1994                       | Notice no PM74000028G.O. Gilardi frères Annecy (style Louis XIV) | Notice no PM74000034 |              |
| Belley, cathédrale St Jean-Baptiste            | Aristide Cavaillé-Coll 1858, modifié Michel-Merklin&Kuhn 1936                                                                                                  | Relevé René Micolle & Lucien Simon 1979           |                                                                  | Notice no PM01000043 |              |
| Boëge, St Maurice                              | Abbé Clergeau (Paris) 1860 |                                                   |                                                                  | Notice no PM74000112 |              |
| Bourgoin-Jallieu, Église Saint-Jean-Baptiste   | Joseph Merklin 1881, réparé Athanase Dunand 1952 & Ruche-Meslé 1969                                                                                            |                                                   |                                                                  | Notice no PM38000509 |              |
| Chambéry, cathédrale Saint-François-de-Sales   | Augustin Zeiger 1847, modifié son neveu Auguste Zeiger 1866, restauré Danion-Gonzalez 1960                                                                     |                                                   |                                                                  | Notice no PM73000345 |              |
| Crémieu, St Jean-Baptiste                      | anonyme 1785, orgue-armoire, restauré Heitz 1900 | Relevé Ruche-Meslé 1974                           | Notice no PM38000046                                             | Notice no PM38000990 |              |
| Ferrières                                      | anonyme, de facture italienne, XVIIIe siècle |                                                   |                                                                  | Notice no PM74000626 |              |
| Grenoble, cathédrale Notre-Dame                | Reconstructions: 1863 Goll modifie le grand-corps,refait le positif dorsal; 1931 Ets Ruche & Athanase Dunand                                                   | Restauré 1958 Athanase Dunand, 1980 Charles Meslé | Notice no PM38000601 Jacques Mollard 1699                        |                      |              |
| Jassans-Riottier, N.D. de l'Assomption         | Merklin-Schütze 1864, intact |                                                   |                                                                  | Notice no PM01000249 |              |
| La Baume, Immaculée Conception                 | Joseph Merklin 1872 |                                                   |                                                                  | Notice no PM74000108 |              |
| La Perrière, St Jean-Baptiste                  | Anonyme 1740, de type italien, travaux 1850 |                                                   | Rénové Isabelle Rosaz                                            | Notice no PM73001233 |              |
| La Roche-sur-Foron, St Jean-Baptiste           | | Restauration Michel Giroud 1993                   |                                                                  | Notice no PM74000316 |              |
| Les Gets, musée Musique Mécanique              | Aeolian (U.S.A.) 1923 o. à cylindres |                                                   |                                                                  | Notice no PM74000234 |              |
| Moûtiers, cathédrale Saint-Pierre              | Aristide Cavaillé-Coll 1860 | Restauré Bernard Hurvy 2007                       |                                                                  | Notice no PM73000594 |              |
| Morzine, Ste Marie-Madeleine                   | Carlen (Valais) 1er tiers du XIXe siècle |                                                   |                                                                  | Notice no PM74000276 |              |
| Nantua, Saint-Michel                           | LÉTÉ Nicolas-Antoine 1845 | Restauré1979 Jean Deloye & PH.Hartmann            | Victor Ciroux sculpteur sur plans de Boileau                     | Notice no PM01000288 |              |
| Peisey-Nancroix, Ste Trinité                   | Ramasco-Sagliani Giuseppe, 1773, modifié Tressalet Michel1860, Lenormand-Demorlane Henri1885                                                                   |                                                   |                                                                  | Notice no PM73000616 |              |
| Rumilly, Sainte-Agathe                         | Joseph Merklin 1880, modifié par Ets Dunand 1958, restauré Jean Bourgarel 1982                                                                                 | Restauré Lucien Simon 1990                        |                                                                  | Notice no PM74000324 |              |
| Saint-Antoine-l'Abbaye, abbatiale              | Frère Jean Laurent Astruc 1620, agrandi Guy Jolly 1640, modifié et encore augmenté par Samson Scherrer 1748                                                    | Reconstruit Bernard Aubertin 1992                 | Notice no PM38000257 restauré Damien 1984                        | Notice no PM38000258 |              |
| Saint-Chef, Saint Theudère                     | Claude-Ignace Callinet 1847 collège Ampère à Lyon, transféré & réparé Henri Wolf 1920, restauré René Micolle 1984                                              | Relevé 1993 Georges Valentin                      |                                                                  | Notice no PM38000262 |              |
| Saint-Jean-d'Aulps, église du Plan d'Avoz      | Herbute Antoine 1870 | Tschanoun Bernard, successeur                     |                                                                  | Notice no PM74000554 | PHOTO        |
| St-Jean-Maurienne, St Jean-Baptiste            | Beaucourt & Vœgeli 1853, agrandi par Stoltz & Fils 1870 |                                                   |                                                                  | Notice no PM73000698 |              |
| Saint-Laurent-sur-Saône, orgue de chœur        | Claude-Ignace Callinet 1856 | Restauré à l'identique Michel Garnier 1996        |                                                                  | Notice no PM01000333 |              |
| Saint-Nicolas-la-Chapelle                      | Abbé Clergeau 1866, entretien Didier Chanon 2011 |                                                   |                                                                  | Notice no PM73001237 |              |
| Saint-Nicolas-la-Chapelle, hameau de Chaucisse | Abbé Larroque milieu 19e s., transféré à Chaucisse |                                                   |                                                                  | Notice no PM73000776 |              |
| Sallanches, collégiale Saint-Jacques           | Joseph Callinet 1850 | Restauré Pascal Quoirin 2011                      | Notice no PM74000389 sculpteur Pedrini                           | Notice no PM74000390 |              |
| Thonon-les-Bains, Saint-Hippolyte              | Reconstruction Bernard Tschanoun 1924 dans buffet Jacques BERNARD 1671                                                                                         |                                                   | Notice no PM74000441                                             |                      |              |
| Virieu-sur-Bourbre, Sts Pierre & Paul          | Frédéric Mayer (Grenoble) 1855 pour chapelle Vaucanson à Grenoble, transfert 1884                                                                              | Reconstruit Dominique Promonet & Steinmann,       |                                                                  | Notice no PM38000478 | PHOTO        |
| Voiron, Saint-Bruno                            | Joseph & Claude-Ignace Callinet 1838 à Lyon St François-de-Sales, restauré A. Cavaillé-Coll 1864, transféré Hugues Beaucourt 1883, restauré Ruche & Meslé 1958 | Restauré Daniel Kern 2002                         |                                                                  | Notice no PM38000456 | PHOTO        |

### Ardèche-Drôme-Loire-Rhône
| Localisation                                        | Construction | Reprises | Buffet                                         | Instrument                                     | Illustration |
| --------------------------------------------------- | --- | --- | ---------------------------------------------- | ---------------------------------------------- | ------------ |
| Annonay, chapelle de Vidalon-lès-Annonay            | François, Joseph & Claude-Ignace Callinet 1818 pour N.D. d'Annonay, restauré à l'identique 1851                                             | Théodore Sauer, A.Cavaillé-Coll 1880 avec transfert à Vidalon                                                              |                                                | Notice no PM07000021                           |              |
| Annonay, Notre-Dame, orgue de tribune               | Aristide Cavaillé-Coll 1880 pour l'ancienne église N.D., transféré nouvelle Charles Mutin 1912                                              | Restauré Michel-Merklin&Kuhn 1932&63                                                                                       |                                                | Notice no PM07000013                           |              |
| Annonay, Notre-Dame                                 | Orgue de chœur Pierre-Alexandre Ducroquet 1848                                                                                              | |                                                | Notice no PM07000012                           |              |
| Bourg-Saint-Andéol, St Andéol                       | Pierre Marchand 1609 cathédrale St Vincent de Viviers, transféré Payan d'Avignon 1843, refait 1880 Merklin-Schütze & Vincent Cavaillé-Coll  | Restauré 2008 Stéphane & Olivier ROBERT                                                                                    | Notice no PM07000385 restauré Quoirin          | Notice no PM07000126                           |              |
| Firminy, St Firmin                                  | Charles Michel-Merklin 1904 | intact |                                                | Notice no PM42001074                           |              |
| Givors, St Nicolas                                  | Merklin-Schütze 1865 chapelle des Minimes à Lyon, transféré en 1912 sans modification                                                       | |                                                | Notice no PM69000198                           |              |
| Grignan, collégiale Saint-Sauveur                   | Charles Royer 1662, reconstruit Eugène Puget 1883                                                                                           | Restauré 1964 & relevé 2002 Ernest Muhleisen                                                                               | Notice no PM26000118 nettoyage 2005            |                                                |              |
| Lyon, Saint Bruno-les-Chartreux, o.chœur            | Reconstruit Joseph Merklin 1876, restauré Michel-Merklin&Kuhn 1916&44                                                                       | Restauré 1971-79-84 Athanase puis Jean Dunand                                                                              | Notice no PM69000330                           |                                                |              |
| Lyon, chapelle de la clinique St-Charles            | Claude-Ignace Callinet vers 1850 chapelle des Sœurs de St Charles à Brignais                                                                | Transféré,restauré Hartmann & Jean Deloye 1970                                                                             |                                                | Notice no PM69000518                           |              |
| Lyon, St François-de-Sales                          | Aristide Cavaillé-Coll 1880, relevé 1892 Aristide Cavaillé-Coll, 1919 Charles Mutin                                                         | Relevé Michel-Merklin&Kuhn 1930 & 1964                                                                                     | Entretenu état originel Kuhn S.A. 2012         | Notice no PM69000452                           |              |
| Lyon, chapelle du Centre Scolaire St Marc           | Aristide Cavaillé-Coll 1876, restauré Michel-Merklin&Kuhn 1938                                                                              | Réparé Jean David 1991 |                                                | Notice no PM69000586                           |              |
| Lyon, Saint-Nizier                                  | Joseph Merklin 1886, restauré Michel-Merklin&Kuhn 1913                                                                                      | Restauré Athanase Dunand 1956. Muet, en attente de restauration depuis le milieu des années 70.                            | Notice no PM69000888                           | Notice no PM69000891                           |              |
| Lyon, St Polycarpe                                  | Augustin Zeiger 1841, restauré: 1933 Michel-Merklin&Kuhn, 1966 Ruche                                                                        | | en noyer, restauré 1986 Ets Chatelus de Lyon   | Notice no PM69000491                           |              |
| Lyon, La Rédemption                                 | Débuté 1879 Joseph Merklin, fini Michel-Merklin&Kuhn 1899, modifié 1956 Michel-Merklin&Kuhn, modifié Micolle 1977 & 1985                    | En attente de restauration                                                                                                 | Classé par arrêté ministériel du 18 juin 2015. | Classé par arrêté ministériel du 18 juin 2015. |              |
| Lyon, St Sacrement                                  | Michel-Merklin&Kuhn 1914 | | Notice no PM69001268                           | Notice no PM69001268                           |              |
| Lyon, Grande Synagogue                              | Beaucourt & Vœgeli 1850, ajout Récit Hugues Beaucourt avant 1900, restauré 1913&21 + relevé 1939 Michel-Merklin&Kuhn                        | Réparé 1984 Manufacture de Grandes Orgues Merklin                                                                          |                                                | Notice no PM69000892                           |              |
| Montbrison, collégiale Notre-Dame d'Espérance       | Joseph & Claude-Ignace Callinet 1842, modifié et réharmonisé Joseph Merklin 1870                                                            | Restauré dans son état originel par Jean Dunand de Villeurbanne en 1983                                                    | Notice no PM42000303                           | Notice no PM42000299                           |              |
| Renaison, Saint-Pierre                              | Eugène & John junior Abbey 1880, St Nicolas-de-Vaugirard, Paris                                                                             | Transfert Patrick Steinmann 1981,inchangé                                                                                  |                                                | Notice no PM42000955                           |              |
| Romans-sur-Isère, collégiale St Barnard             | Nicolas Chambry (Valence) 1842 | Restauré Danion-Gonzalez 1983                                                                                              |                                                | Notice no PM26000248                           |              |
| Saint-Chamond, St Pierre                            | Claude-Ignace Callinet 1834, modifié Charles Michel 1889                                                                                    | | Notice no PM42000560                           | Notice no PM42000559                           |              |
| Saint-Étienne, Notre-Dame                           | Joseph & Claude-Ignace Callinet 1837, modifié Beaucourt 1860                                                                                | Modifié, augmenté Michel-Merklin&Kuhn 1964, restauré Gaston Kern 1995                                                      |                                                | Notice no PM42000621                           |              |
| Saint-Étienne, Terrenoire                           | Beaucourt & Vœgeli 1846, acte Michel Jurine 2001                                                                                            | |                                                | Notice no PM42000667                           |              |
| Saint-Just-en-Chevalet                              | Aristide Cavaillé-Coll 1868 | Transféré St Just 1892 |                                                | Notice no PM42000738                           |              |
| Saint-Paul-Trois-Châteaux, ancienne cathédrale N.D. | Ch.Boisselin & Pierre Galeran 1704, modifié Jean Brucker 1848, restauré Eugène Rochesson 1930                                               | Restauré Claude Berger de 2012 à 2014                                                                                      | Notice no PM26000292                           | Notice no PM26000297                           |              |
| Tarare, Ste Madeleine                               | Aristide Cavaillé-Coll 1857, restauré Michel-Merklin&Kuhn 1927, complété Ruche 1949                                                         | Réparé 1980 Boffard |                                                | Notice no PM69000732                           |              |
| Thizy, Notre-Dame                                   | Remontage Ruche&Cie 1936 de l’o. de l’hôpital de la Charité de Lyon construit à partir de l’o. des Bernardines de Dole de Ch.-J. Riepp 1745 | Restauré Manufacture Languedocienne de Grandes Orgues (Georges Danion) 1992                                                |                                                | Notice no PM69000756                           |              |
| Tournon-sur-Rhône, collégiale St Julien             | Baron Dominique (Metz) 1685 | restauration néo-classique Danion-Gonzalez 1979                                                                            |                                                | Notice no PM07000292                           |              |
| Tournon-sur-Rhône, Lycée Gabriel Fauré              | Anonyme 4e quart du XVIIIe siècle | |                                                | Notice no PM07000453                           |              |
| Valence, cathédrale St Apollinaire                  | Samson & Louis Scherrer 1753, instr.reconstruit François Callinet 1812 puis Charles Mutin 1898                                              | Reconstruit Kœnig, 1984,style classique                                                                                    | Notice no PM26000334 1753                      | Notice no PM26000396 I.D. élts 1898 délaissés  |              |
| Verrières-en-Forez, St Ennemond                     | Joseph Merklin pour séminaire entre 1880&95, transféré 1912                                                                                 | Installation d'un ventilateur, nettoyage et accord de quelques jeux en vue d'une éventuelle restauration. Jean DUNAND 1990 |                                                | Notice no PM42001082                           |              |
| Villefranche-sur-Saône, Notre-Dame-des-Marais       | Joseph Callinet (Rouffach) 1835 | Restauré S.A. Dunand 1986, buffet Ets St Sulpice de Bourg-en-Bresse                                                        | Notice no PM69000775                           | Notice no PM69000776                           |              |
| Villefranche-sur-Saône, collège N.D.de Mongré       | Aristide Cavaillé-Coll 1869 | Relevé Michel-Merklin&Kuhn 1933, 1964                                                                                      |                                                | Notice no PM69000778                           |              |

### Sources
- Base Palissy des Monuments historiques de France
- Les Orgues de l'Isère, Éditions Comp'Act 1996,  (ISBN 2-87661-142-2)
- Les Orgues de Lyon, Éditions Comp'Act 1992,  (ISBN 2-87661-062-0)
- Les Orgues du Rhône (Hors Lyon), Éditions Comp'Act 1994,  (ISBN 2-87661-091-4)